# Choest (stad)
Choest (Oekraïens en Russisch: Хуст, Roetheens: Густ, Hoest en Хуст, Choest), Duits: Chust, Hust en Husst Slowaaks en Tsjechisch: Chust en Hust, Hongaars: Huszt, Jiddisch: חוסט of geromaniseerd: Chest, Chyst en Huste, Roemeens: Hust) is een stad in de Oekraïense oblast Transkarpatië. Het is de hoofdplaats van het gelijknamige rajon dat in 2020 werd vergroot.
Choest was de in 1939 gedurende één dag de hoofdstad van de republiek Karpato-Oekraïne.

## Etymologie
De naam Choest is mogelijk gerelateerd aan die van de waterstroom Husztica. Een alternatieve hypothese is dat de naam afkomstig is van het ingrediënt voor traditioneel Roemeens voedsel husti.

## Geschiedenis
De burcht van Choest werd gebouwd in 1090 door Ladislaus I van Hongarije en was bedoeld als verdediging tegen de Koemanen. Tijdens de Mongoolse invallen werd de burcht verwoest, waarna hij rond 1318 werd herbouwd. Choest werd in 1329 voor het eerst vermeld als Huszth. In hetzelfde jaar kreeg de plaats enkele privileges.
In 1458 sloot de Hongaarse koning Matthias zijn opstandige oom Mihály Szilágyi in de burcht op. In 1514 werd de burcht tijdens een volksopstand veroverd. In 1526 werd het gebied onderdeel van Transsylvanië.
Tot 1919 was de stad onderdeel van het koninkrijk Hongarije als deel van het comitaat Máramaros. Na 1919 werd Máramaros opgedeeld in twee stukken en kwam Choest in het nieuw opgerichte Tsjecho-Slowakije te liggen.
Op 15 maart 1939 werd de onafhankelijkheid van Karpato-Oekraïne uitgeroepen. Choest werd de hoofdstad van de nieuwe republiek, omdat de steden Oezjhorod en Moekatsjeve al bij de Eerste Scheidsrechterlijke Uitspraak van Wenen aan Hongarije waren toegewezen. Een dag later bezette Hongarije ook de rest van de net opgerichte republiek.
Na de Tweede Wereldoorlog werd Roethenië en daarmee Choest bij de Sovjet-Unie gevoegd. Met het uiteenvallen van de Sovjet-Unie werd Choest onderdeel van het onafhankelijke Oekraïne.

## Bevolking
In 2001 had de stad circa 31.900 inwoners waaronder 28.500 Oekraïners, 1700 Hongaren (5%), 1200 Russen en 100 Roma.
In 1910 had de stad 10.292 inwoners waaronder 5230 Roethenen (Oekraïners), 3505 Hongaren (34%) en 1535 Duitsers.

### Hongaarse gemeenschap

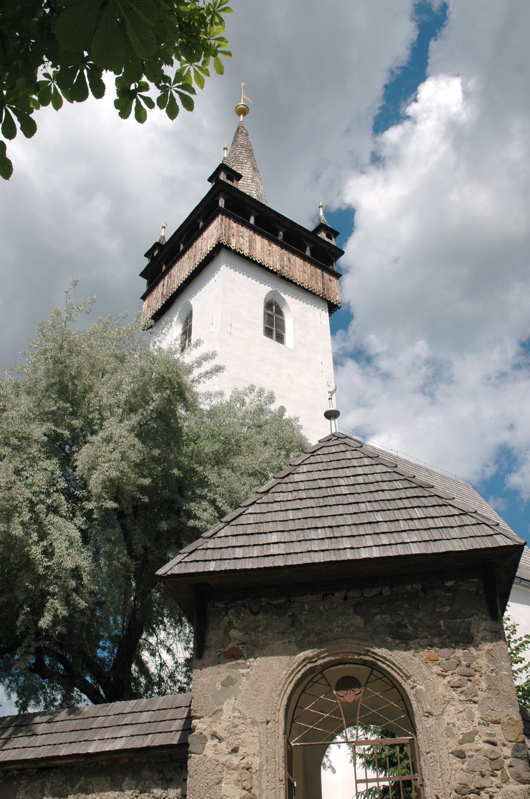
De Hongaarse gereformeerde kerk van Choest

De Hongaarse gemeenschap van Choest is in ruim 100 jaar gedaald in zowel aantal personen als in het aandeel in de stad. De huidige gemeenschap heeft de beschikking over een eigen basisschool en twee kerken, een rooms-katholieke kerk die dateert uit 1799 en een gereformeerde kerk uit de 15e eeuw. Dit is tevens de oudste kerk van de stad.

## Geboren in Choest
- József Teleki (1738-?), wetenschapper
- Endre György (1848-1927), Hongaars minister